# Arkadiusz Kaliszan
Arkadiusz Kaliszan (Poznań, 13 november 1972) is een voormalig Pools profvoetballer die voornamelijk bij Poolse clubs onder contract stond en in de periode 1993/94 werd verhuurd aan Roda JC waar hij twee wedstrijden voor speelde zonder te scoren. 
Hij is een eenmalig international. Zijn eerste en enige interland speelde Kaliszan op woensdag 26 januari; het betrof een vriendschappelijke wedstrijd tegen Spanje, die Polen met 3-0 verloor in Cartagena. Kaliszan viel na zestig minuten in voor Marcin Zając en ontving de enige gele kaart van de wedstrijd.